# Бруно Льорцер
Бруно Льорцер (на немски: Bruno Loerzer) е германски генералоберст от Луфтвафе.

## Биография
Льорцер е роден в Берлин. Офицер е отпреди Първата световна война, като се научава да пилотира през 1914 г. Херман Гьоринг е наблюдател на Льорцер от 28 октомври 1914 г. до края на юни 1915 г. При прехвърлянето на пилоти Льорцер лети с два Jagdstaffeln през 1916 г., преди да се присъедини към Jagdstaffel 26 през януари 1917 г. Дотогава той е отбелязал две победи над френски самолети. Достига 20 победи в края на октомври, а през февруари 1918 г. получава отличието Pour le Mérite.
Същия месец поема командването на новосъздадения Jagdgeschwader III, третия от известните „летящи циркове“ в Германия. Неговият ас включва и брат му Фриц, който претендира за 11 победи. Водещ Jasta 26 и три други ескадрила, с подкрепата на Херман Далман като адютант, Льорцер се оказва успешен командир. Оборудван с новия BMW-двигател Fokker D.VII, JG III широко навлиза през съюзническите формации през лятото на 1918 г., а собственият му резултат е стабилен. Той постига последните си 10 победи през септември, когато достига до краен резултат от 44 победи. Малко преди примирието, той е повишен до хауптман (капитан).
Льорцер отчасти се бори заедно с антикомунистическите части от Фрайкорпс от декември 1918 г. до март 1920 г. Той командва FA 427 в района на Балтийско море, подкрепяйки дивизията Eiserne от въздуха. През 1930-те години, Льорцер е лидер в различни организации на гражданската авиация и се присъединява към Луфтвафе през 1935 г. с ранг оберст (полковник).
Льорцер се възползва от дългото си приятелство с Гьоринг, ставайки инспектор на бойците с ранг на генерал-майор през 1938 г. По време на първите бойни действия, той е командир на II Air Corps, награден с Рицарски кръст през май 1940 г. Неговият корпус участва в операция Барбароса през лятото на 1941 г. в подкрепа на фелдмаршал фон Бок. Неговата единица е прехвърлена в Месина, Сицилия през октомври 1941 г. и остава там до средата на 1943 г.
През февруари 1943 г. Гьоринг провъзгласява Льорцер за генералоберст, а през юни 1944 г. е шеф на Националсоциалистическия клон на Луфтвафе. Льорцер се пенсионира през април 1945 г. Умира през 1960 г. на 69-годишна възраст.